# 波兹南省 (14世纪—1793年)

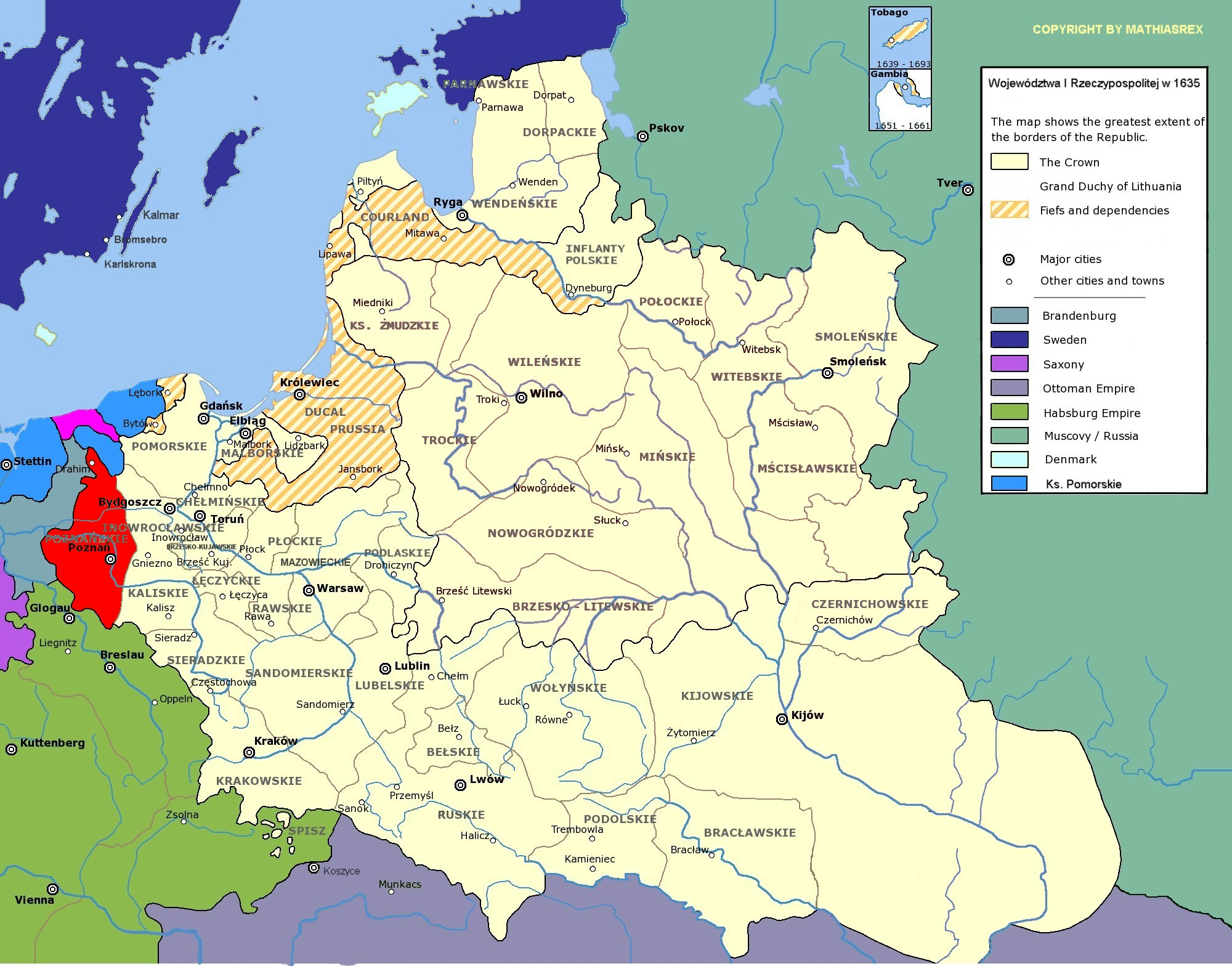
波兹南省（紅色）

波兹南省（拉丁語：Palatinatus Posnaniensis）是一个14世纪创建，1772年至1795年瓜分波兰时撤销的行政区划和地方政府。为大波兰行省的一部分。瓜分波蘭後，波兹南省成為了普屬波蘭的南普魯士省，拿破崙戰爭後，併入了波森大公國。

## 政府部门所在地
大波兰总总督（Starosta Generalny）所在地：
- 波兹南

省总督（Wojewoda）所在地：
- 波兹南
 大波兰总议会（Sejmik Generalny）所在地：

- 科沃

地区议会（Sejmik）所在地：
- 施罗达-维尔科坡斯卡

## 行政区划
| 行政区划     | 波兰语            | 首府     |
| 波兹南县     | Powiat Poznański  | 波兹南   |
| 科希強縣     | Powiat Kościański | 科希強   |
| 瓦烏奇縣     | Powiat Walecki    | 瓦烏奇   |
| 弗斯霍瓦地区 | Ziemia Wschowska  | 弗斯霍瓦 |

## 省总督
- 扬·欧帕良斯基(1581-1637)（1628年－1637年）
- 克日什托夫·欧帕良斯基（1637年－1655年）

## 临近省份和地区
- 卡利什省
- 格涅兹诺省